# Misha Defonseca
Misha Defonseca, pseudonimo di Monique De Wael (Etterbeek, 12 maggio 1937), è una scrittrice belga.

## Biografia
È nota per essere l'autrice di un libro di memorie contenente una storia inventata spacciata per vera, Sopravvivere coi lupi (nell'originale: Survivre avec les loups) scritto in collaborazione con Vera Lee e pubblicato negli Stati Uniti nel 1997. All'edizione pubblicata in Francia ha collaborato Marie Thérèse Cuny (XO éditions). Il libro narra le vicende di una bambina che avrebbe traversato l'Europa a piedi alla ricerca dei genitori, protetta dai lupi.

## La "biografia" ed il racconto
Nel 1941 la protagonista del racconto ha quattro anni; i suoi genitori, cattolici, sono arrestati dai nazisti il 23 settembre, per resistenza contro l'occupazione. Secondo alcune fonti il padre di Monique De Wael, Robert De Wael, avrebbe accettato la proposta dei tedeschi: rivedere sua figlia in cambio dei nomi degli altri membri del suo gruppo. Sembra che partecipasse agli interrogatori dei suoi compagni d'armi, collaborando allo smantellamento del Groupement des Grenadiers, le rete di resistenti che egli stesso aveva fondato nel novembre del 1940. È in seguito inviato a Colonia, e imprigionato in luoghi diversi prima di essere trasferito a Sonnenburg, alla frontiera tra Germania e Polonia, dove muore di stenti nel 1944. Anche Joséphine Donvil, sua moglie, passa da un carcere all'altro prima di essere deportata a Ravensbruck dove muore nel febbraio del 1945.
Alla liberazione, il nome di Robert De Wael è cancellato dalla lastra di pietra posta sui muri del municipio di Schaerbeek in onore dei funzionari del luogo vittime dei nazisti. Dopo l'arresto dei genitori, la piccola Monique è accolta dal nonno e poi da uno zio. È chiamata la "figlia del traditore" e comincia allora a identificarsi con le vittime della persecuzione nazista e s'inventa un'altra vita, quella di Misha, una bambina che avrebbe traversato l'Europa per raggiungere i suoi genitori internati in un campo di concentramento. Nel contempo, si appassiona per i lupi: racconta di aver mescolato tutto e che, attualmente, le risulta difficile distinguere tra realtà e universo interiore.
Convertita alla religione ebraica, emigra negli Stati Uniti nel 1985. Il suo secondo marito Maurice Defonseca la convince a parlare della sua vicenda nella comunità ebraica. Jane Daniel, direttrice di una piccola casa editrice, si accorge di lei e riesce a convincerla a scrivere la sua storia. Vera Lee, che conosce bene il francese, aiuterà Misha Defonseca a dare forma ai suoi ricordi. Alla pubblicazione, Misha: A Mémoire of the Holocaust, negli Stati Uniti ne sono vendute solo 5000 copie. La storica Deborah Dwork, autrice di un libro sui bambini ebrei nell'Europa nazista e Lawrence L. Langer manifestano subito il loro scetticismo. Elie Wiesel e la presidente della Fondazione nordamericana in favore dei lupi, tuttavia, accettano di scrivere commenti molto positivi al libro.
Le "memorie" di Misha Defonseca sono tradotte in 18 lingue (titolo italiano: Sopravvivere coi lupi) e ottengono un certo successo in Italia e in Francia. Nel frattempo Misha Defonseca e Vera Lee intentano una causa contro Jane Daniel per mancato rispetto dei termini contrattuali. A parte il giornalista tedesco Henryk M. Broder che, dopo aver incontrato Misha Defonseca, già nel 1996 esprimeva su Der Spiegel i suoi dubbi sulla plausibilità del racconto, nessuno in Europa osa metterne in causa la veridicità mentre si articola la controversia commerciale tra Misha Defonseca e la sua editrice.
A partire dall'agosto del 2007, Jane Daniel pubblica sul suo blog documenti concernenti Misha Defonseca (ad es. atto di nascita, iscrizioni scolastiche) che svelano il falso. All'uscita del film omonimo di Vera Belmont nel gennaio del 2007 scoppia la polemica, ripresa dal quotidiano belga Le Soir. Dopo essersi difesa strenuamente, il 28 febbraio 2008 Misha Defonseca confessa di aver mentito. Alla fine della confessione chiede perdono a tutti coloro che si sarebbero sentiti traditi, supplicandoli tuttavia di mettersi nei panni di una bambina di quattro anni che aveva perso tutto e che si trovava in un abisso di solitudine.

## Opere
- Misha Defonseca, Sopravvivere coi lupi, traduzione di De Vizzi A. - Gini M. G., Ponte alle Grazie, 1998,  p. 266, ISBN 88-7928-423-1.